# Rogoaza
Rogoaza – wieś w Rumunii, w okręgu Bacău, w gminie Corbasca. W 2011 roku liczyła 302 mieszkańców.